# Lepidiota ronensis
Lepidiota ronensis är en skalbaggsart som beskrevs av Moser 1913. Lepidiota ronensis ingår i släktet Lepidiota och familjen Melolonthidae. Inga underarter finns listade i Catalogue of Life.